# Sebastian Kneipp
Sebastian Kneipp (Stephansried, 1821. május 17. – Wörishofen, 1897. június 17.) német katolikus pap, aki lelkipásztori hivatását természetgyógyászati tevékenységgel egészítette ki. Világhírű vízgyógyászati módszert fejlesztett ki, amit ma is Kneipp-kúrának neveznek. Gyógyító tevékenységének is köszönhető, hogy új lendületet kapott a természetgyógyászat.

## Élete
Szegény takács gyermekeként nőtt fel Stephansried bajor faluban. Szülei mellett takácsként dolgozott. Tizennyolc évesen elhagyta otthonát, találkozott Matthias Merkle káplánnal, aki hajlandó volt tanítani. Dilingenben végezte el a gimnáziumot, majd 1848-ban beiratkozott az akadémiára, teológia szakra. Tanulmányait a müncheni egyetem teológiai szakán folytatta.
A sok nélkülözés miatt azonban megrendült az egészsége, TBC-ben megbetegedett. Akkoriban az orvosok gyógyíthatatlannak tartották ezt a betegséget. Kneipp már a kór utolsó stádiumában volt, vért köpött, amikor kezébe kerül Johann Sigmund Hahn (1696–1773) német orvos A hideg víz gyógyerejéről című műve. Annak hatására elhatározta, hogy meztelenül rövid fürdőket vesz a jeges Dunában. Nemsokára állapota csodálatos módon javulni kezdett. Otthon folytatta a fürdőzést, aminek köszönhetően teljesen meggyógyult.
Kísérletezett a Sigmund Hahn által kifejlesztett vízkezelésekkel. Miután 1852-ben felszentelték, plébániáján továbbra is kísérletezett vízkezelésekkel. A Vincenz Prießnitz által kifejlesztett gyógymódokkal is elkezdett dolgozni, de kifejlesztett egy bonyolultabb és kíméletesebb módszert.
Először szűk környezetének kezdett tanácsokat adni, később gyógyító tudásának híre eljutott Wörishofenbe. Hamarosan az orvosok is felfigyeltek rá, és valószínűleg irigységből kuruzslás vádjával pert indítottak ellene. A per során Kneipp azzal védekezett, hogy elsősorban olyan embereken segített, akik reményüket elvesztették az orvosokban, vagy nem volt pénzük a gyógyíttatásukra. Az érv meggyőzte a bírákat, s felmentették. Ekkor vált híressé Kneipp egyik mondása: „Ami küzdelembe nem kerül, az értéktelen". A megnövekedett érdeklődés kielégítésére könyvet adott ki, aminek olyan nagy sikere lett, hogy hamarosan zarándokmenetben érkeztek hozzá a gyógyulni vágyók. Ekkor fogant meg benne a wörisheimi gyógyintézet megalapításának ötlete.
Szinte egész Európát beutazta Aloys Stückle lelkipásztor társaságában. Egyik útja Magyarországra vitte, ahol József nádor főherceg kezelését végezte. József nádor főherceg volt az, aki egy évvel később Rómában a pápánál kiállt Kneipp mellett.

## A Kneipp-kúra

### Lényege
Kezdetben csak a vízkúrára korlátozódott a kezelés, később azonban Kneipp kiegészítette táplálkozási és életmód-változtatási tanácsokkal is.
Ez a későbbi, teljes gyógyítási rendszer öt fő tételen nyugodott: 
- Vízterápia – Víz használata a betegségek kezelésére
- Fitoterápia – Gyógynövények alkalmazása.
- Gyakorlatok – A test egészségének előmozdítása mozgással.
- Táplálkozás – Teljes kiőrlésű gabonákból, gyümölcsökből és zöldségekből álló teljes értékű étrend, korlátozott mennyiségű hússal.
- Kiegyensúlyozottság – Kneipp hitte, hogy az egészséges elme egészséges embert teremt.

A vízkúra lényege azon a feltevésen alapul, hogy a bőrön keresztül, különböző hőfokú vízzel, a legváltozatosabb ingereket lehet kiváltani. A vízkúra számításba veszi az alkalmazási idő hosszúságát is, a befogadó szervezet érzékenységét és a környezet hőfokát. A kúra lényege tehát azon alapul, hogy a hideg víz a bőrereket összehúzza, miközben meleget von el a testtől. A bőrerek kitágulásával ellentétes reakció lép fel, és kellemes meleg önti el a kezelt részt.
A bőr a hőszabályozás és az anyagcsere tekintetében sokkal fontosabb szerepet játszik, mint gondolnánk, mert számtalan fontos idegvégződés a bőrsejtekben található. A vízkezelések a bőrön keresztül az idegrendszerre hatnak. Összhangba hozzák a szívműködést, az anyagcserét, a vérkeringést, a légzést, az immunrendszert és a mirigytevékenységet. Segítik a bőr megtisztulását, kiválasztó funkcióját és a lelki egyensúly kialakulását. A hidroterápia nagy előnye, hogy a legtöbb esetben a páciens egyedül is alkalmazhatja. A hatásos kúra érdekében legalább egyhónapos, mindennapi kezelést javasolnak.

### A vízkúra

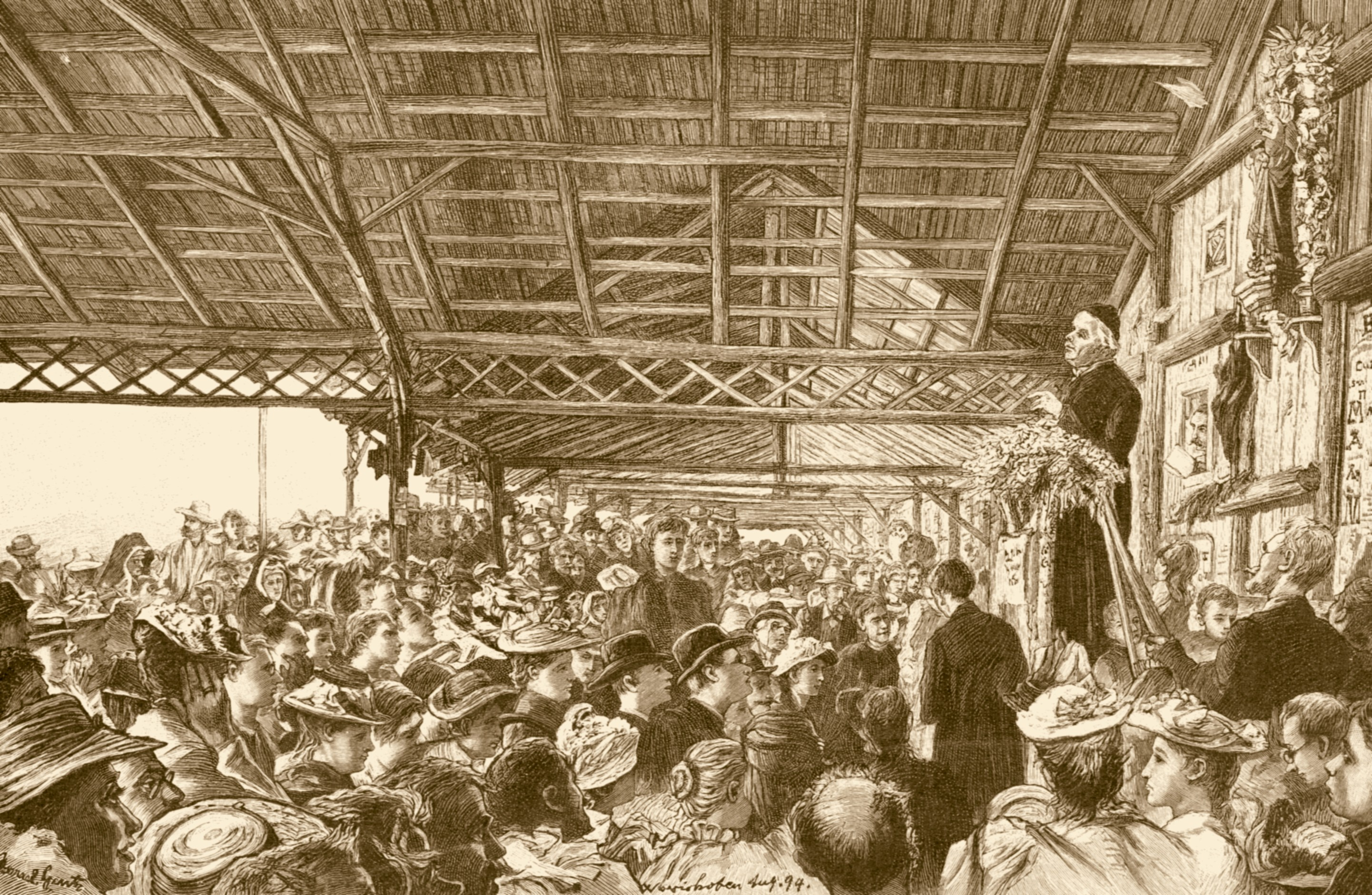
Kneipp wörishofeni intézetében, 1895-ben

A vízkúra alkalmazásai:
- borogatás
- fürdők
- gőzölés
- lemosás
- pakolás
- zuhanyok

### Wörishofeni intézet kúrája
A gyógyulni vágyók a ma is remekül működő intézetben lakhatnak a kúra idején. Reggel 4 és 5 óra között kapják meg az első kezelést. Napközben négyszeri könnyű étkezésben részesülnek, amelyek lényege a sok főzelék, gyümölcs, kevés méz, teljes kiőrlésű gabonakenyér, aludttej és kevés hús. 
Kneipp az étkezésre vonatkozó jelszava, hogy „legyen egyszerű, jó, tápláló és olcsó". Hirdette, hogy a hazai élelmiszerek a legjobbak, és az idegen égöv alatt termőket jobb ha elkerüljük. A fehér kenyér fogyasztását teljesen eltiltotta, és az ételek túlzott sózásától és fűszerezésétől is óvott.
A betegek napközben meghatározott időkben sokat sétálnak az erdőben, nyáron mezítláb járkálnak a harmatos fűben, vagy a vizet tapossák a hideg patakban. Tehát Kneipp kúrája tartalmazza a víz-, fekvő- és légkúrát (mély légzések a friss levegőn), valamint a napfürdőt (napozás).

## A Kneipp-kúra mai formája

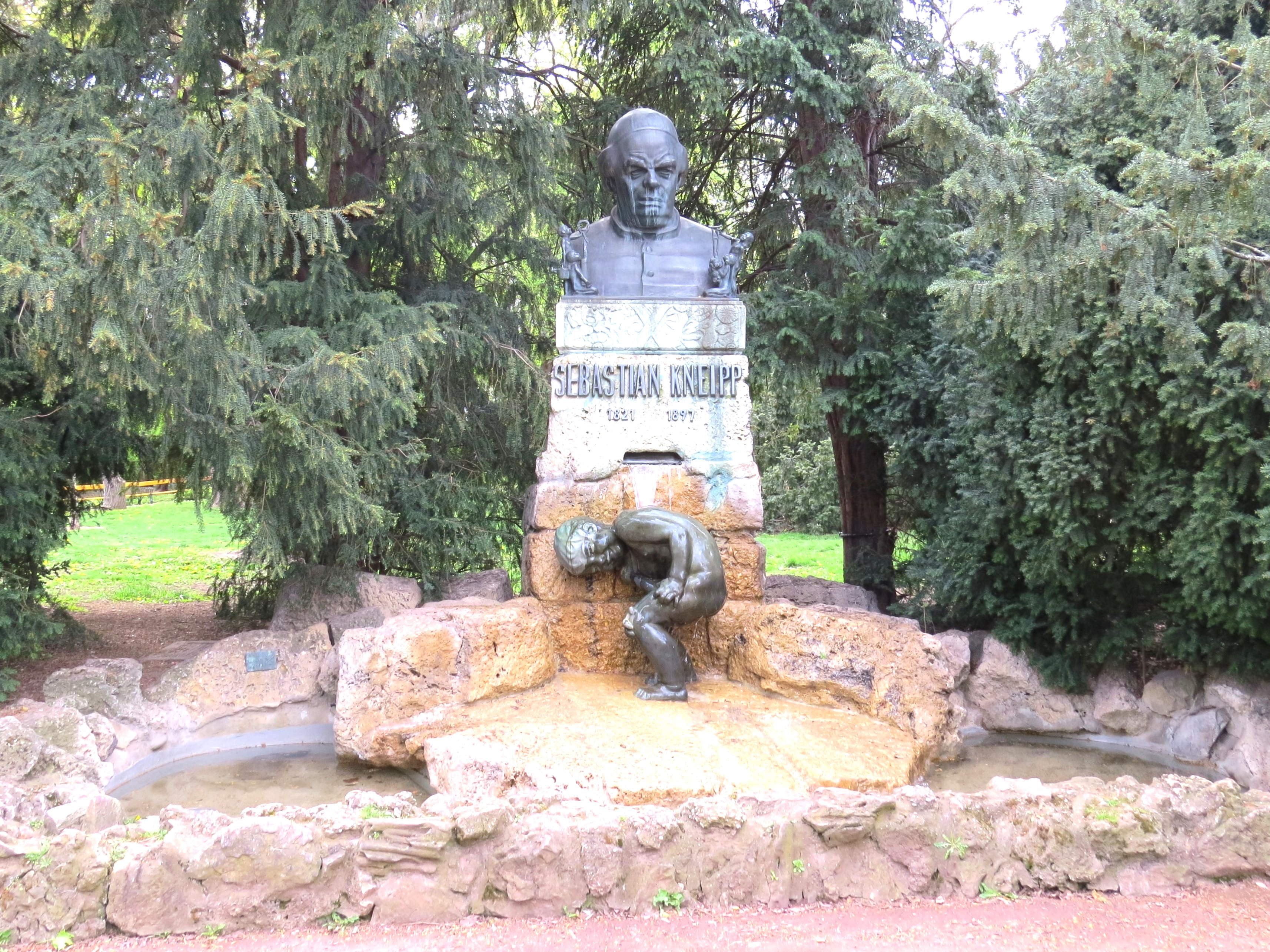
Sebastian Kneipp szobra Bécsben, a Stadtparkban

Nemcsak a vízkúra, hanem a Kneipp-ösvény is a nevét viseli. Ez az egyre szélesebb körben alkalmazott wellnessmódszer abból áll, hogy egy gyalogospályát különböző minőségű felületekkel látnak el (faháncs, fenyőtobozok, zúzott kő, kavicsok stb.), amelyeken mezítláb kell végigmenni. Kombinálható hidegvizes taposómedencével is. Mindez talpunk kombinált reflexmasszírozásával felfrissítve a szervezet működését, jótékonyan hat az egészségre. Szállodák, fürdők, kirándulóhelyek, óvodák stb. kedvelt objektumai.

## Idézetek Kneipptől
- „A tétlenség gyengít, a gyakorlás erősít, a túlterhelés árt."
- „A természet a legjobb gyógyszertár.”
- „Az egészség a kereskedelemben nem kapható, csak az életmódon keresztül.”[17]

## Magyarul megjelent művei
1945 előttiek
- Víz-kúrám, 30 esztendőnél tovább próbálva és írva a betegségek gyógyítására és az egészség föntartására; Kneipp Sebestyén után írta Huszár Károly; Bagó Ny., Bp., 1888
- Víz-kúrám, 30 esztendőnél tovább próbálva és írva a betegségek gyógyítására és az egészség föntartására; Kneipp Sebestyén után írta és kiad. Huszár Károly; 2. bőv. kiad.; Bagó Ny., Bp., 1891
- Kneipp Sebestyén: Gyermekápolás egészséges és beteg napokban. Javaslatok; ford. Huszár Károly; Bagó Ny., Bp., 1891
- Így éljetek! Tanácsok és utasítások egészségesek és betegek számára; ford. Jagicza Lajos; Buzárovits, Esztergom, 1891
- Hogyan éljünk! Életrendi tanácsadó az egészség fentartására; ford., átdolg. Ilosvai Hugó; Gerő és Kostyál, Bp., 1892
- Vízkúrám 35 évi tapasztalat alapján a betegségek gyógyítása és az egészség megóvása végett; ford. Baján Miksa; Gerő–Kostyál, Bp., 1893
- A Kneipp kúra. Szükséges tanácsadó mindennemű betegség ellen; a Kneipp-féle Vízgyógymód alapján írta Asklepiades II.; Gerő–Kostyál, Bp., 1893 k.
- Testamentum. Hagyatékom egészséges és beteg embereknek: A vízgyógyászat módja minden betegségben; Gerő, Bp., 1895
- Kneipp Sebestyén gyógyvendégei előtt tartott nyilvános előadásai; bev. József főherczeg; Gerő–Kostyál, Bp., 1895
- Vízkúrám, melyet több mint 35 éves tapasztalat alapján kipróbálva és a betegek gyógyítása és az egészség megóvása czéljából írt Kneipp Sebestyén; ford. Baján Miksa, jav., átdolg. Kelen József; Robicsek, Bp., 1896
- Vízkúrám, melyet több mint 35 éves tapasztalat alapján kipróbálva és a betegségek gyógyítása czéljából írt Kneipp Sebestyén; ford. Baján Miksa, jav., átdolg. Kelen József; 2., bőv. kiad.; Gerő, Bp., 1896
- A gyermek ápolása egészséges és beteg napokban; Gerő–Kostyál, Bp., 1900 k.
- Albert Schalle: Kneippkúra. A természetes és eredményes gyógymód. Gyógykezelési módjai, gyógyeredménye és gyógyhatása; ford. Kókay Béla, előszó Bucsányi Gyula; Élet és Egészség, Bp., 1938
- Így kell élnetek, 1889
- Gyermekápolás egészséges és beteg napokon, 1890
- Végrendeletem egészségeseknek és betegeknek, 1912

1990-től
- Albert Schalle: A vízgyógyászat ABC-je. Kneipp Sebestyén természetes és eredményes gyógymódja; előszó Oláh Andor, ford. Kókay Béla; átdolg. kiad.; Arkánum, Bp., 1990